# Egas Gondesendes II de Baião
Egas Gosendes de Baião ou Egas Gondesendes (Antes de 1098 – c.1148) foi um fidalgo, Rico-Homem e cavaleiro medieval português da casa de Baião. Foi um dos maiores barões portugalenses e dos que mais contribuíram para a independência de Portugal, distinguindo-se nos governos de Henrique, Teresa e o infante Afonso.
Foi mordomo-mor do Reino de Portugal e aparece da documentação medieval figurando como confirmante dos anos de 1111 e 1112. Corria o ano de 1124 deu foral à vila de Sernancelhe.

## Primeiros anos
Egas era provavelmente filho de Gondesendo Viegas de Baião, filho de Egas Gondesendes I de Baião, e de mãe desconhecida. Também não se conhece a sua data exata de nascimento, ou factos relativos à sua infância.

## Na corte
Egas terá surgido na documentação pela primeira vez em 1098, com as tenências de Arouca, Baião e Penaguiãoː para este estatuto precisava de ser já adulto nesse ano, e de frequentar a corte condal portucalense, instituída por volta de 1096, com a doação oficial do Condado Portucalense por Afonso VI de Leão e Castela a sua filha Teresa de Leão,e ao seu genro, o conde Henrique de Borgonha. 

### Governo tenencial
As tenências que lhe haviam sido atribuídas em 1098, sobretudo as de Baião e Penaguião, eram então já tradicionais da sua estirpe, por herança de seu pai, e reconhecida pelos condes, que o parecem ter tido em alto apreço. Por outro lado, a tenência de Arouca, por outro lado, parece ter logicamente sido herdada pelo casamento, antes de 1100, com Unisco Viegas de Ribadouro, uma vez que esta era filha de Egas Ermiges de Ribadouro, tenente de Arouca por muitos anos, e Gontinha Eres, senhora deste lugar e padroeira do Mosteiro de Arouca.
Em 1111 confirma a concessão, pelo conde de Portugal, dos forais de Soure e Sátão, declarando-se então tenente de Baião, confirmando assim este cargo tenencial. Ainda nesse ano é-lhe atribuído o importante cargo de mordomo-mor. No ano seguinte, confirma uma das últimas doações conjuntas dos condes de Portugalː de metade da vila de Cacia ao Mosteiro de Lorvão.

### Da morte de Henrique de Borgonha às vésperas da Batalha de São Mamede (1112-1128)
Morto o conde Henrique, o prestígio alcançado no seu governo não decresce, muito pelo contrário: a sua proeminência estava no auge. Na questão suscitada entre os bispos do Porto e de Coimbra sobre a Diocese de Lamego, que se unira ao Porto, embora sob jurisdição de Coimbra, e que foi levada ao Papa Pascoal II, a notoriedade de Egas está patente no facto que foi um dos três aristocratas da corte condal que então receberam carta papal, para além da própria condessa. A contenda resolveu-se parcialmente, a favor de Coimbra, graças à intervenção destes três nobres.
Contudo, não foi uma solução definitiva, até porque, em 1122, o conflito renasce entre os bispos do Porto e Coimbra, e Egas Gondesendes interfere novamente, junto à condessa e outros aristocratas portucalenses.
Por esta altura, coincidindo sensivelmente com a morte de Henrique de Borgonha, Egas, à semelhança da condessa, também enviuvou. Por volta de 1118, no entanto, surge novamente casado com Elvira Gonçalves, uma senhora de origens desconhecidas.
Na corte, Teresa enfrentava uma discórdia com a irmã, a rainha Urraca de Leão e Castela, pelas tentativas que a condessa fazia para duplicar os seus territórios para leste, confirmadas por um tratado entre ambas, em 1123. Egas partilhava com Gueda Mendes as províncias de Morais e Simancas, entre as várias que naquele tratado são reconhecidas à que desde 1116 se intitulava rainha dos portugalenses.

#### A ascensão de Afonso VII de Leão e o enfraquecimento de Teresa
Porém, por morte de Urraca de Leão em 1126, sucede-lhe no trono Afonso VII, o qual readopta o título de imperador de toda a Hispânia do avô, procurando a vassalagem dos demais reinos, incluindo entre eles também o Condado Portucalense, que há muito demonstrava tendências autonomistas. 

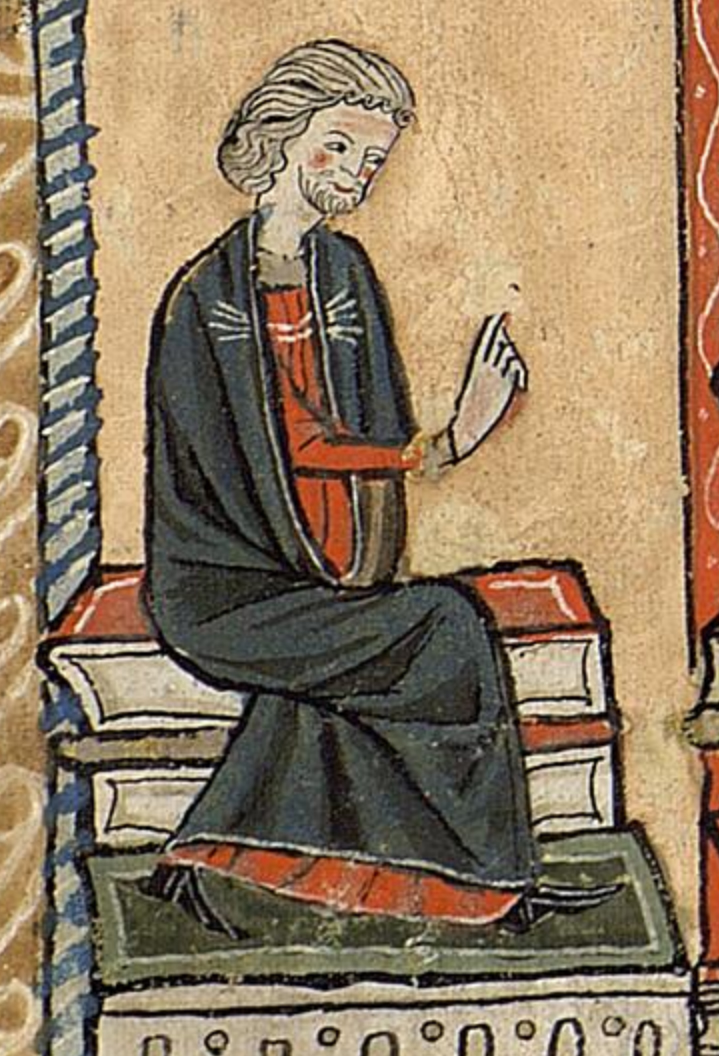
Bermudo Peres de Trava

Tudo mudaria em Portugal com a entrada de dois magnates galegos, irmãos: Bermudo Peres de Trava e Fernão Peres de Trava. A influência que passaram a exercer na rainha de Portugal foi forte o suficiente para, no caso de Bermudo, desposar uma das infantas, Urraca Henriques, e no caso de Fernão, manter uma proximidade maior com a condessa, de quem terá tido inclusive descendência.
Ambos pareciam ser interventores dos dirigentes galegos Pedro Froilaz de Trava (pai dos dois magnates) e Diego Gelmírez, Arcebispo de Santiago, interessados em travar a marcha da libertação portuguesa pela qual a rainha, que até então se batera ferozmente, se deixava enredar neste ardil. A influência que passaram a exercer na rainha de Portugal foi de facto forte o suficiente para afastar magnates de confiança de então, como Egas Moniz, o Aio, dos seus cargos, afastamento provado pelo facto de Egas Moniz, importante homem de confiança de Teresa e do seu então falecido esposo, o conde Henrique de Borgonha, passara a estar submetido em termos governativos, a Fernão Peres, que o substituíra na tenência de Coimbra, e o mesmo com Bermudo Peres, que assumira as de Viseu e Seia.
É desta forma compreensível que grande parte da aristocracia começasse a não ver com bons olhos os dois galegos e muito menos o mau governo que Teresa começava a protagonizar: Fernão Peres de Trava chegava inclusive a surgir na documentação como príncipe consorte (o que não era). Assim, como um dos principais lesados das más decisões que a rainha começava a tomar, terá sido o responsável pelas primeiras agitações tumultuosas da nobreza.

## Papel fundiário
Curiosamente, e ao contrário de muitos dos seus contemporâneos, não se conhece de Egas Gondesendes qualquer doação a uma instituição religiosaː os documentos que se lhe referem são, no seu geral, de teor administrativo/judicial.
Egas esteve em Cinfães, que pertencia à sua tenência de S. Salvador e Tendais, em 1109, onde terá presidido a uma grave contenda acerca dos limites das vilas de Porcas, detida pelo prior D. Diogo, do Mosteiro de Paço de Sousa, e Travaços, que pertencia a sete herdeiros. Um documento desse ano alude à magna assembleia que rodeava Egas, enquanto dominator et princeps terrae, composta pelo seu meirinho-mor, Egas Garcia; dos saiões e juízes; e pelo prior e os sete herdeiros em questão.

### Magnate povoador
Por mandado da condessa, e com a sua segunda mulher, encarrega, em 1118, Monio Froilaz de povoar a vila de Bustelo (atual Laje), no Montemuro, concedendo ao mesmo tempo uma carta de foro aos povoadores.
Em 1124 concedeu uma nova carta de foral com os filhos (talvez novamente viúvo, pois não cita a esposa) ao castelo e termo de Sernancelhe, que se circunscrevia numa área tenencial da sua responsabilidade.
De um documento da Ordem do Hospital, posto em dúvida, consta que a condessa-rainha lhe confiara e ao seu irmão Mourão Gondesendes a administração e povoamento do território de Idanha (atual Idanha-a-Velha), desde a Serra da Estrela ao rio Tejo.

## O confronto de São Mamede e consequências

### A educação do herdeiro Afonso e as primeiras revoltas
Egas Moniz, o Aio era o magnate que por vontade dos condes, se encarregava da educação do então herdeiro, o infante Afonso. O infante crescia “em idade e boa índole” por educação do seu Aio, que amiúde lhe deve ter pintado a sujeição em que Portugal ia recuando no caminho da libertação quase conseguida, a dependência cada vez maior dos galegos a que Portugal se sujeitava na pessoa da sua rainha. O infante que Egas criara e agora incitava à revolta, apesar da ainda curta idade, era, desta forma, também afetado pela vinda dos magnates galegos, que lhe passaram a ser apresentados como os seus inimigos e os que mais ameaçavam a sua herança.
Com efeito, Afonso Henriques mostra a sua rebeldia contra a mãe nos inícios de dezembro de 1127, na carta de couto à ermida de S. Vicente de Fragoso; no próprio documento surge como “conde de Neiva” (ou “tenente de S. Martinho”) e surgem a apoiá-lo: o conde Afonso (que seria provavelmente sogro de Egas Moniz), Lourenço (que poderia já ser o seu filho mais velho) e outros. Em maio do ano seguinte, Egas Moniz volta a apoiar novas rebeldias do seu pupilo (como o foral a Constantim de Panoias, e talvez a doação de Dornelas à Ordem do Hospital), tendo anteriormente, por exigência de situações delicadas dos rebeldes, levado o pupilo a reconciliações fingidas com a mãe.
Egas Gondesendes é dos poucos que se mantêm fiéis à condessa até à hora da insurreição, pois, já em 1128, ainda figurava na documentação da mesma, quando esta estabeleceu uma paz temporária com o infante Afonso, confirmando o couto de Fráguas (concelho de Vila Nova de Paiva). Contudo, em maio desse ano, já confirmava documentos do infante Afonso, o que signficava que já se havia passado para o lado deste. Se o foral, dado pelo Infante a Panóias, datar de abril de 1128, então estava do lado dele mais cedo ainda.

## A luta pela independência

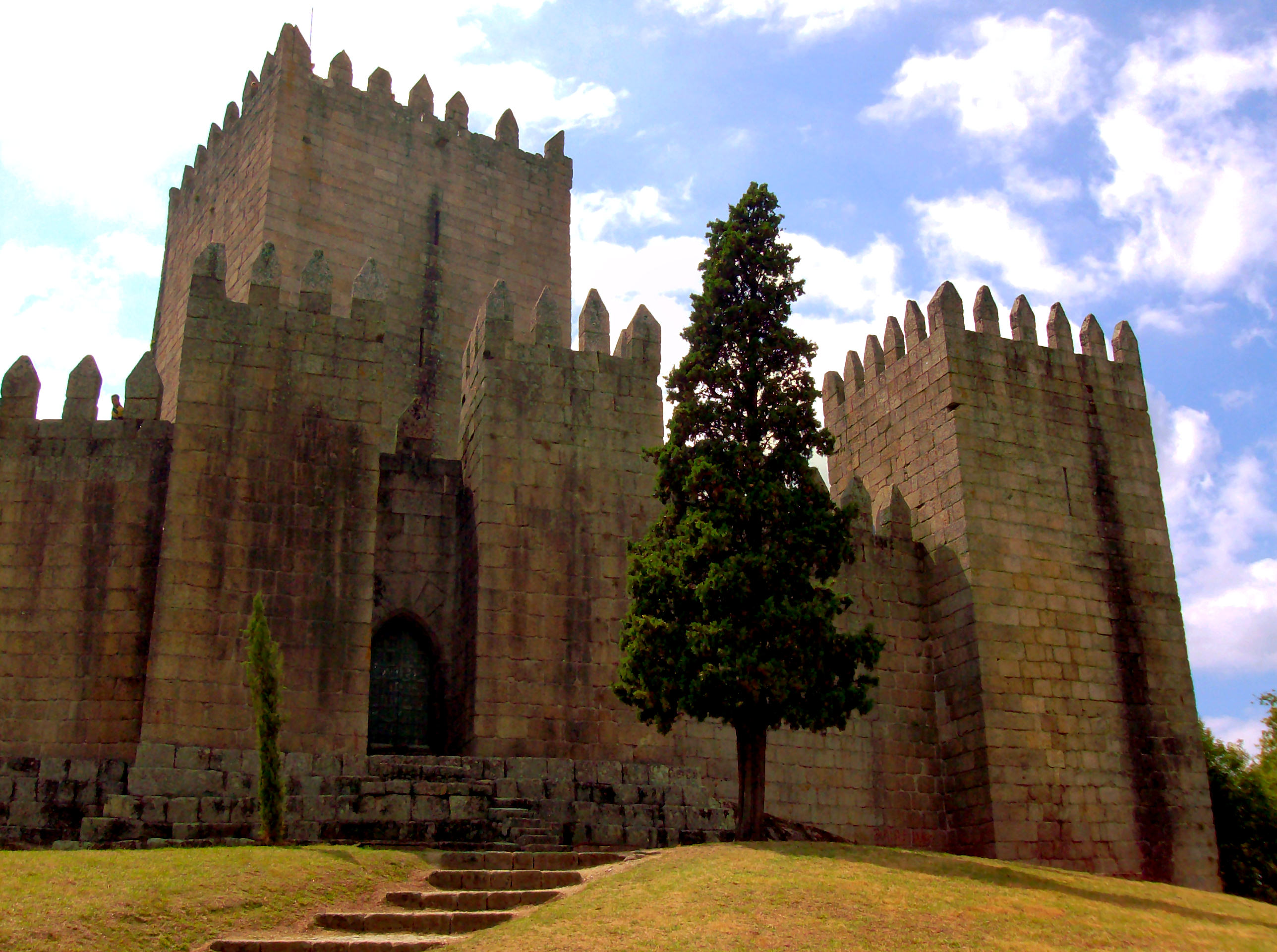
O Castelo de Guimarães, junto ao qual se travou uma das mais importantes batalhas da resistência portuguesa.

A mais flagrante das investidas contra a suserania leonesa dá-se em março (ou inícios de abril) de 1128, forçada pela vinda a Portugal do Imperador Afonso VII em pessoa. Este havia preparado a sua viagem pré-nupcial a Barcelona por mar, para se casar, e desejara uma solução pacífica para o conflito português. Partiu, assim, para o seu destino, do qual não regressaria antes de novembro de 1128, uma vez que entre Barcelona e Leão-Castela se encontrava Aragão, governado pelo padrasto e um dos seus maiores adversários, Afonso O Batalhador.
Os rebeldes aproveitam a ocasião: em maio, estão com Egas Moniz em rebeldia definitiva contra a rainha Teresa. Egas Moniz retirara-se para reunir um exército nas suas terras, com o qual interviria na batalha, que se trava junto ao Castelo de Guimarães, o foco dos revoltosos, no dia de S. João de 1128, batalha que ficaria conhecida como a célebre Batalha de São Mamede. Diz-se que o infante fora batido, e ia fugindo dos campos quando encontra Egas Moniz à testa das suas gentes de armas: ambos vão sobre os “estrangeiros”, que dizem “indignos”, e “esmagam-nos”.
Apesar de lidar com Aragão, nada impediu Afonso VII de combater Portugal: protegendo-se de Aragão, mas pretendendo uma ofensiva na frente ocidental de guerra, trava a “batalha” de Arcos de Valdevez (ou da Veiga da Matança, nome que ainda perdura), provavelmente no final de 1128 ou no início de 1129. Infelizmente, Afonso Henriques e Egas Moniz não conseguiram conter o avanço do Imperador e retiraram-se para Guimarães com a grande nobreza, que se compunha, para além de Egas Gondesendes, dos irmãos Gonçalo Mendes de Sousa e Soeiro Mendes de Sousa; Garcia, Gonçalo, Henrique e Oveco Cendones; Mem Moniz de Riba Douro e Ermígio Moniz de Riba Douro, irmãos de Egas; o Afonso Nunes de Celanova; os filhos mais velhos do Aio (Lourenço, Ermígio e Rodrigo Viegas), e outros, como Garcia Soares, Sancho Nunes, Nuno Guterres, Nuno Soares, Mem Fernandes, Paio Pinhões, Pero Gomes, Mem Pais, Romão Romanes, Paio Ramires, Mem Viegas, e Gueda Mendes.
A situação dos sitiados é precária, mas Afonso Henriques atua com os seus nobres: Paio Soares, Soeiro Mendes e Gonçalo Mendes da Maia, além do irmão destes últimos, Paio Mendes, arcebispo de Braga.
Mas contrariamente ao que se costuma relatar, apesar de, Afonso Henriques nunca foi pressionado para cumprir a palavra dada ao Imperador; aliás essa promessa dos nobres é imediatamente quebrada em 1130 com a invasão da Galiza, travando-se a Batalha de Cerneja (1137), da qual saem vitoriosos os portucalenses. Afonso VII não pôde conter as invasões dadas as querelas com o padrasto em Aragão.

## Consequências da batalha e últimos anos
Após o conflito, em que terá participado ativamente, embora já não fosse jovem, Egas Gondesendes passou a confirmar todos os atos do novo conde até 1137. Logo em 1128, quando Afonso Henriques confirma o foral dado a Guimarães pelos pais, Egas era, na verdade, um dos burgueses que comigo suportaram o mal e o sacrifício em Guimarães, cujos privilégios incluíamː nunca dêem fossadeira das suas herdades e o seu haver onde quer que seja esteja a salvo e quem o tomar por mal pague-me 60 soldos e dê, além disso, o haver em dobro ao seu dono.
Egas confirmou também os coutos aos mosteiros de Pedroso (c.1128) e de Laurosa (fins de 1132, para o prelado de Viseu); doação do castelo de Luzes, em Idanha, (fins de 1132, ao prelado de Braga); doação de Mossâmedes (Vouzela) a Fernão Peres (meados de 1133); doação ao Mosteiro de Cête (meados de 1133); couto à albergaria das Gavieiras (fins de 1136); e a doação ao Mosteiro de Santa Cruz de Coimbra (setembro de 1137). Esta carta é a última notícia dele, que terá falecido por volta de 1148.

## Matrimónio e descendência
Por volta de 1100, Egas desposou Unisco Viegas de Ribadouro, filha de Egas Ermiges de Ribadouro de quem teve:
1. Ermígio Viegas de Baião, sucessor do pai na chefia da família;[5]
2. João Viegas de Baião;[5]
3. Pedro Viegas de Baião;[5] casou com Maria Peres.
4. Nuno Viegas de Baião.[5]

Enviuvou antes de 1118, pois nesta data estava já casado com Elvira Gonçalves, de origens desconhecidas, de quem não terá tido descendência.